# Flinders Island (Queensland)
Flinders Island (nome originale indigeno: Wurriima) è un'isola continentale che si trova 23 km a ovest di Cape Melville lungo la costa settentrionale del Queensland, in Australia. È la maggiore del piccolo arcipelago delle Flinders Group. Appartiene alla Local government area della Contea di Cook e fa parte del Flinders Group National Park.

## Geografia
L'isola si trova vicino alla Princess Charlotte Bay, 8,5 km a nord di Bathurst Heads e 340 km a nord di Cairns, sulla parte orientale della penisola di Capo York. La superficie totale dell'isola è di circa 15 km².
Stanley Island, la seconda isola del gruppo Flinders per grandezza, si trova accostata a nord-ovest e separata dall'Owen Channel. Le isole Blackwood, Maclear e Denham Island si trovano a sud, separate dal Fly Channel.

## Storia
I proprietari tradizionali facevano parte di un gruppo culturale multilingue che si estendeva da Bathurst Head a Cape Melville. Prima dell'avvento distruttivo dei coloni e degli equipaggi nel tardo XIX secolo, gli abitanti erano circa 200. Divenne uno dei primi centri di reclutamento forzato di mano d'opera locale per il commercio delle perle.
Le isole hanno un posto importante nel rituale e nella mitologia aborigena; contengono significative prove fisiche dell'occupazione aborigena, siti di arte rupestre e luoghi di sepoltura.